# Area metropolitana di Washington
L'area metropolitana di Washington, conosciuta anche come National Capital Region o DMV (da District of Columbia, Maryland e Virginia) è l'area metropolitana incentrata sulla capitale statunitense Washington, D.C. L'area si estende per circa 14 412 km2 sugli stati limitrofi del Maryland, Virginia e Virginia Occidentale.
È considerata la più istruita e prestigiosa area metropolitana del paese. Si situa a sud della BosWash e con circa 6,4 milioni di abitanti, è la sesta area metropolitana degli Stati Uniti per popolazione, subito dopo quella di Houston. I centri più popolosi dopo la capitale sono la Contea di Arlington e la città di Alexandria, entrambe in Virginia.

## Contesto sociale
L'area metropolitana di Washington è considerata la più istruita e ricca della nazione da decenni.
Gli abitanti hanno un alto livello di salute, per via dell'alto tasso di allenamento e le buone abitudini alimentari, nonché la disponibilità di luoghi pubblici dove effettuare sport, come campi da tennis, piscine e parchi 
Nel XXI secolo, l'area metropolitana di Washington ha superato la Bay Area di San Francisco per reddito famigliare. Il reddito famigliare medio è di 72 800 dollari. Le contee di Fairfax e Loudoun, entrambe all'interno della DMV, sono le contee con il reddito famigliare medio più alto di tutti gli Stati Uniti.
Le donne dell'area metropolitana di Washington hanno in media il reddito più alto del paese, mentre le donne asiatiche la più alta aspettativa di vita, attualmente di 92 anni.

## Economia

### Biotecnologia
L'area metropolitana di Washington ha un'alta concentrazione di industrie attive nella biotecnologia, aziende con un'importante presenza sul territorio sono Merck & Co., Pfizer, Human Genome Sciences, Martek Biosciences e Qiagen. Altre aziende com United Therapeutics, Novavax, Emergent BioSolutions, Parabon NanoLabs e Medlmmune hanno sede nella regione.

### Alimentari
Mars Inc. e Nestlé USA hanno sede nell'area metropolitana.

### Difesa
Il Dipartimento della Difesa degli Stati Uniti d'America ha sede al Pentagono, nella contea di Arlington. Diversi altri contractors della difesa hanno sede nell'area. 

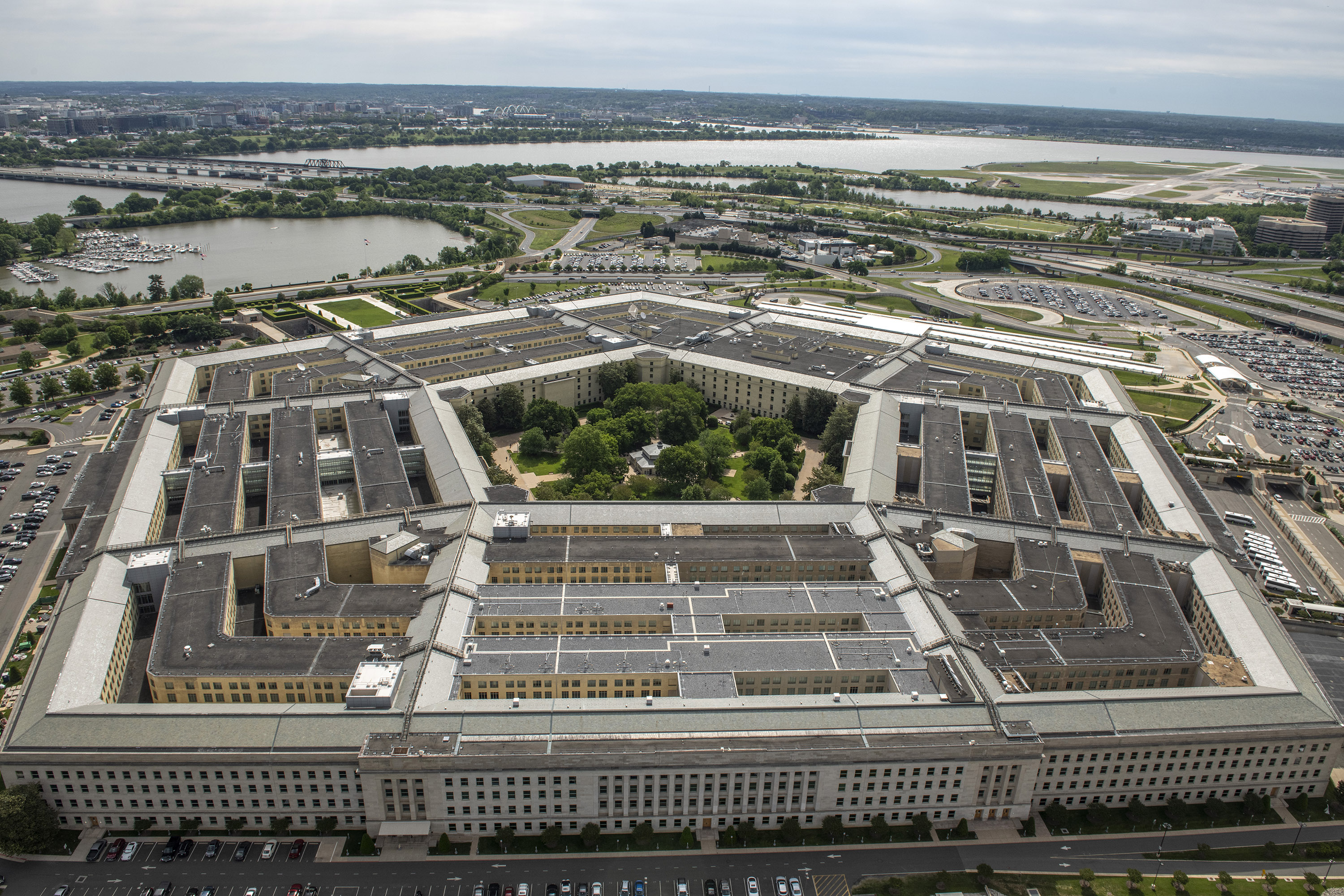
Il Pentagono, sede del DoD

### Ospitalità
L'area metropolitana di Washington è sede di diverse aziende attive nel settore dell'ospitalità e del turismo come Marriott International, The Ritz-Carlton Hotel Company, Hilton Worldwide, Park Hotels and Resorts, Choice Hotels, Host Hotels and Resorts e HMSHost.

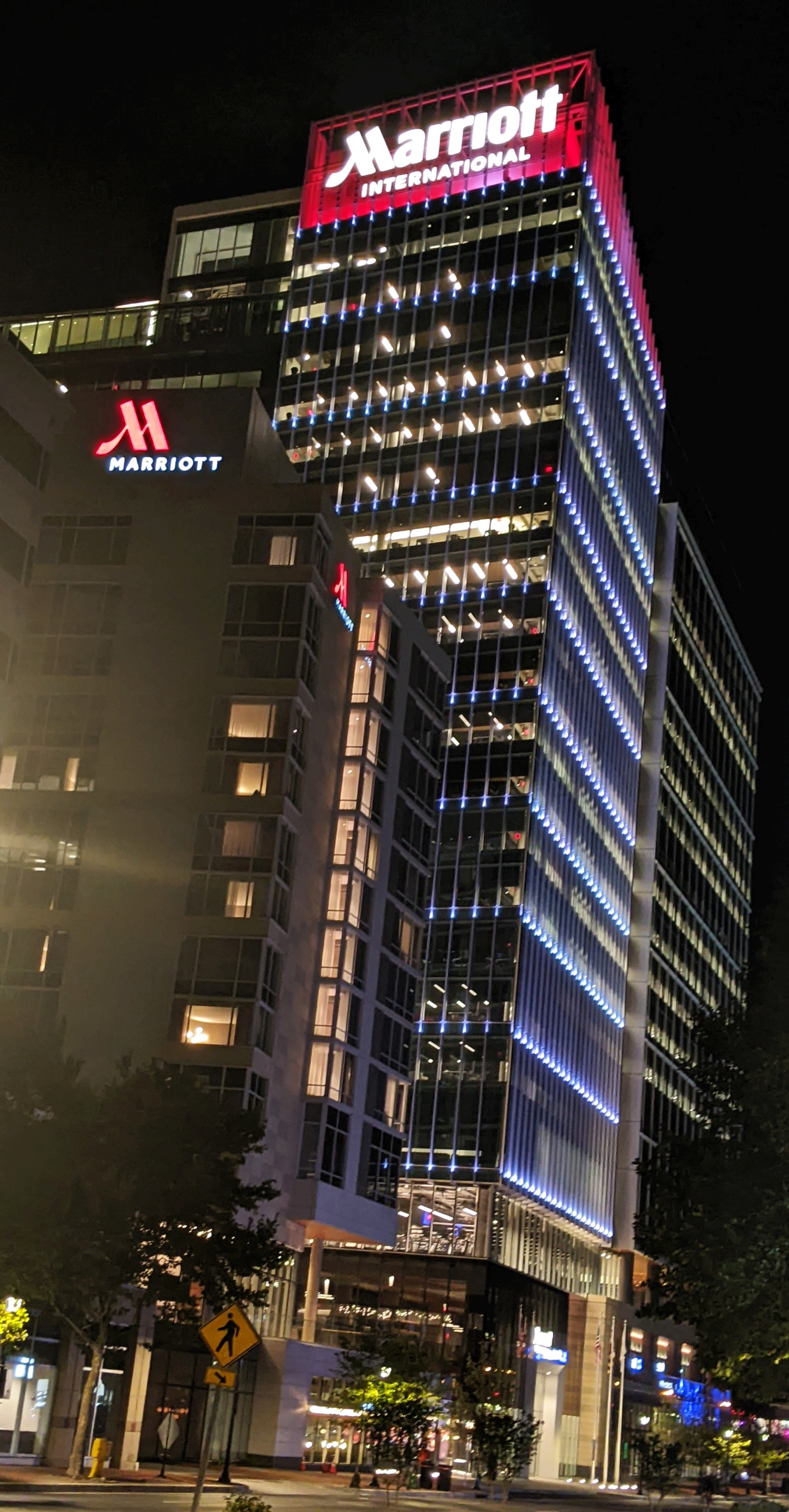
Sede della Marriott International a Bethesda, Maryland

## Trasporti

### Aeroporti
Sono 3 gli aeroporti al servizio dell'area metropolitana di Washington
 Ronald Reagan Washington National Airport (DCA) 
È l'aeroporto nazionale più vicino alla capitale di stato Washington, posto sulla riva del fiume Potomac nella contea di Arlington, in Virginia. È l'aeroporto più trafficato della capitale e dell'intera area metropolitana con quasi 24 milioni di passeggeri trasportati nel 2022.
 Washington Dulles International Airport (IAD) 

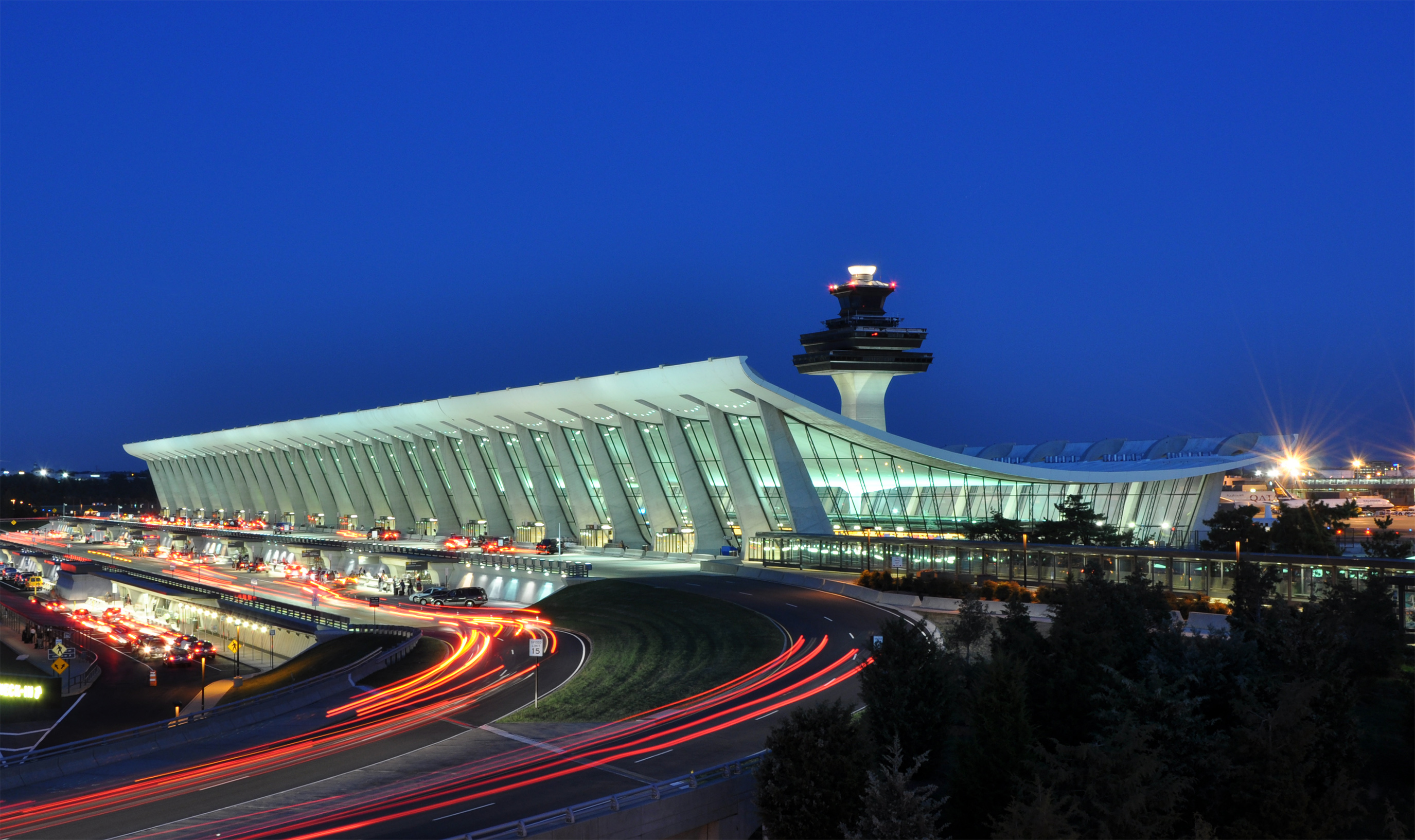
L'aeroporto internazionale di Washington Dulles

È l'aeroporto internazionale al servizio dell'area metropolitana di Washington e della capitale di stato. Si situa 42 km ad ovest di Washington, D.C nella località di Dulles, in Virginia. Con 21,3 milioni di passeggeri è il terzo più trafficato dell'area metropolitana.
 Baltimore-Washington International Airport (BWI) 
È l'aeroporto internazionale della città di Baltimora, in Maryland. Si situa 48 km a nord della capitale di Washington, D.C. Non si trova all'interno dell'area metropolitana di Washington ma viene incluso come aeroporto al suo servizio visto la vicinanza alla capitale. È il secondo per passeggeri dopo quello di Reagan.